# Paulus III och hans nepoter
Paulus III och hans nepoter eller Porträtt av Paulus III och hans sonsöner Alessandro och Ottavio Farnese är en oljemålning av den italienske renässanskonstnären Tizian från 1546.
Tizian kom till Rom 1545 där han mottog flera beställningar av familjen Farnese, bland annat två porträtt av Paulus III, det ena med och det andra utan hans sonsöner. Båda tavlorna är utställda på Museo di Capodimonte i Neapel. 
Paulus III, som var påve 1534–1549, var mycket intresserad av konst och arkitektur, och lät bland annat uppföra Palazzo Farnese. Han bedrev också en hämningslös nepotism. "Nepoter" i målningens titel är ett gammalt ord som betyder "yngre manlig släkting" och som ofta användes om påvars yngre släktingar som gynnades på det allmännas bekostnad. De yngre männen är sonsönerna Alessandro Farnese (till vänster) och Ottavio Farnese, hertig av Parma.
Några decennier tidigare porträtterades påve Leo X av Rafael på ett liknande sätt med två släktingar, hans brorsöner Giulio de' Medici (sedermera påve Clemens VII) och Luigi de' Rossi, vid sin sida. Den politiska budskapet som ska förmedlas är tydligt; dessa är mina arvtagare. När det gäller komposition och penselföring var Tizian dock knappast influerad av Rafael. 
Tack vare de snabba, svepande penseldragen ger målningen ett intryck av att äga spontaniteten hos en första skiss. Målningen blev heller aldrig helt fullbordad eftersom Paul III inte uppskattade den. Den åldrande påven är varken sympatiskt eller statsmannamässigt avbildad, utan snarare gammal och knarrig men med slughet i blicken och styrd av sina ränksmidande sonsöner.

## Relaterade målningar

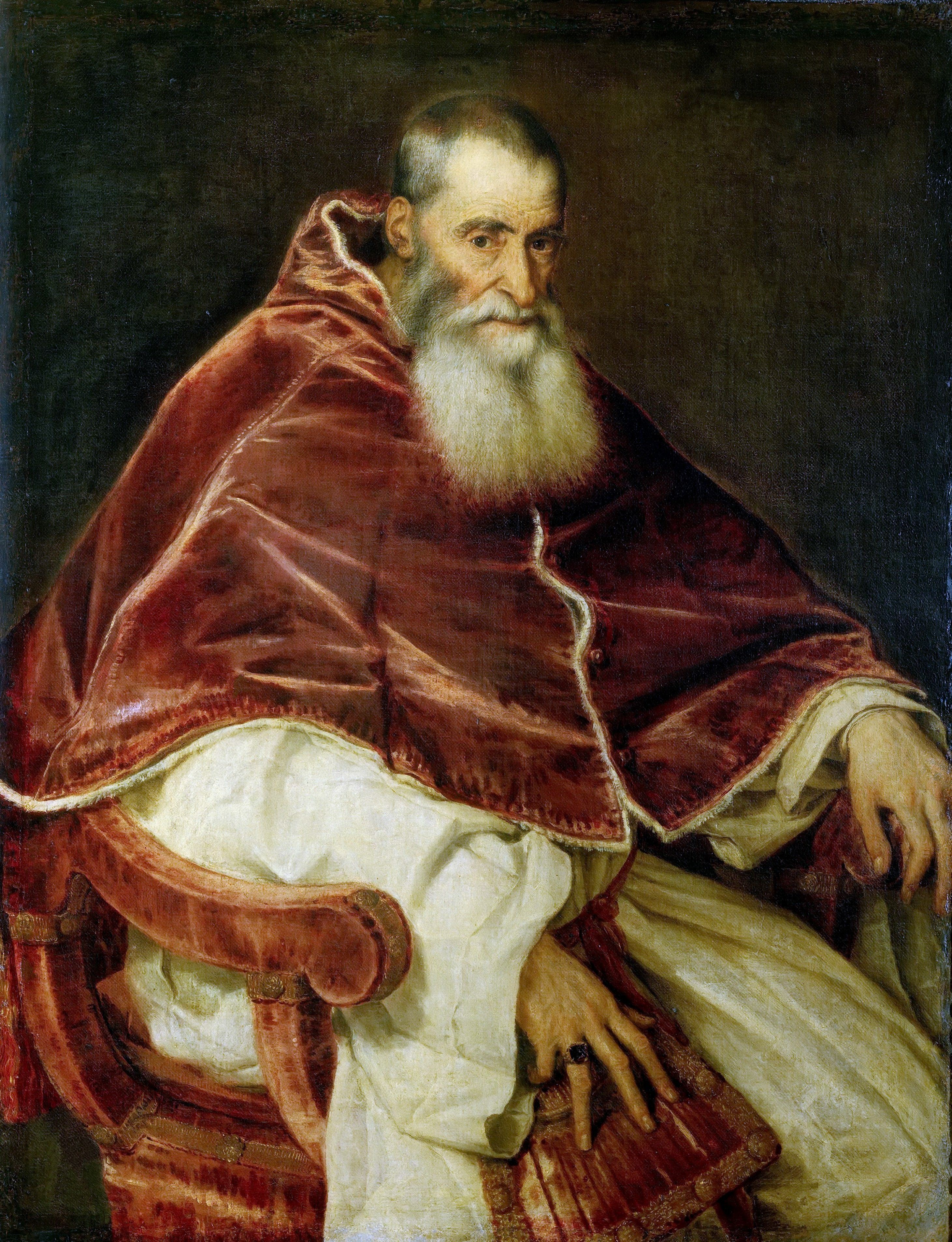
Tizian, Paulus III (1545), Museo di Capodimonte.
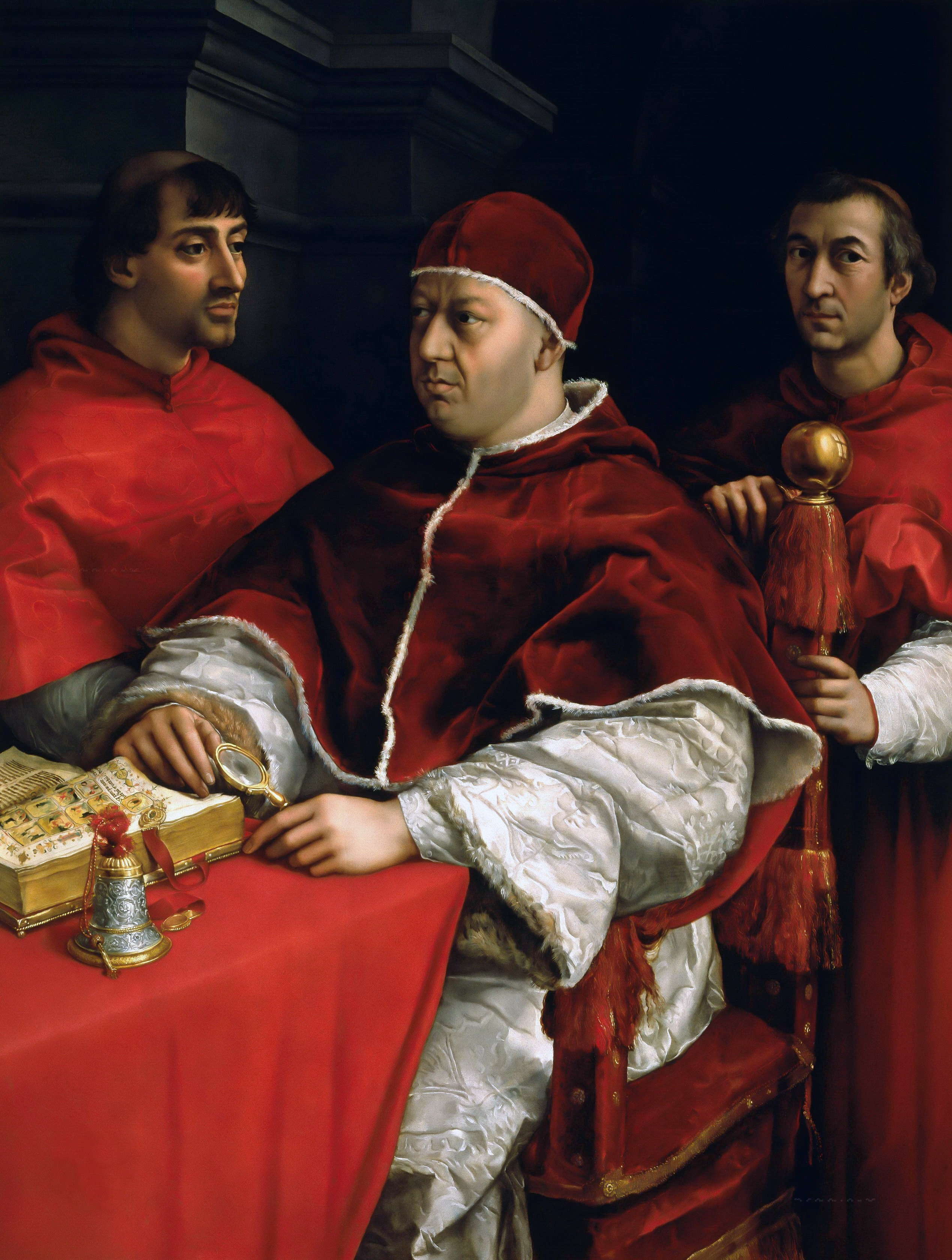
Rafael, Porträtt av påven Leo X med kardinalerna Giulio de' Medici och Luigi de' Rossi (cirka 1518), Uffizierna.